# Gustavo Santos
Gustavo Santos (Córdoba, Argentina; 7 de febrero de 1957) es un político, docente argentino, miembro de Propuesta Republicana. Se desempeñó como Ministro y Secretario de Turismo en el período 2015-2019, designado por el presidente Mauricio Macri. Fue presidente de la Agencia Córdoba Turismo desde el año 2007, designado por el gobernador Juan Schiaretti y a partir de 2011 hasta 2015 también durante la gestión de José Manuel de la Sota. Actualmente se desempeña como Presidente de la Fundación Pensar en Córdoba y como Diputado Nacional. En este rol, asumió la Presidencia de la Comisión de Turismo y forma parte de las Comisiones de Economía, Ciencia, Tecnología e Innovación Productiva, Transporte, Cultura y MERCOSUR.

## Biografía

### Educación
Entre 1971 y 1979, estudió Licenciatura en Letras en la Universidad Nacional de Córdoba“Profesor Honorario” de la Universidad Blas Pascal.

## Carrera política

### Inicios
En 1983, comenzó ocupando cargos en la municipalidad de la ciudad de Córdoba y nivel provincial: fue designado por el gobernador como director de Promoción de la Juventud y de Acción Cultural del gobierno provincial (1983-1987), nombrado director general de Cultura (1987-1991). Subsecretario de Cultura, Educación y Turismo (1991-1995), Convencional Constituyente Municipal (1995), Secretario de Gobierno (1995-1999), Secretario de Desarrollo Humano y Participación Vecinal Municipal (1999) y concejal de la capital cordobesa (1999-2003) y legislador provincial por la Unión Cívica Radical entre 2004 y 2007, en 2014  Santos, por aquellos días legislador en el bloque de la UCR, denunció a Luis Juez, quien era el intendente, como presunto máximo responsable de sorbresueldos y más tarde por "homicidio culposo", en mayo de 2006, las máximas autoridades de la empresa municipal fueron imputadas por ser los presuntos responsables del delito de homicidio culposo. Al mes siguiente, Santos denunció penalmente a Juez y a otros miembros del gabinete municipal, sosteniendo que "podrían constituir un ilícito penal de homicidio culposo
Juan Schiaretti lo nombra Presidente de la Agencia Córdoba Turismo. Durante su gestión los trabajadores del ministerio  denuncia cambios arbitrarios que modificaron la estructura del área de Desarrollo de la Oferta con el único fin de generar nuevos cargos políticos destinados a los amigos y parientes de funcionarios macristasDurante su gestión provincial se denunció a Santos por favoritismos, la acumulación de contratos (encuestas, capacitaciones y relevamientos varios por al menos US$ 3,5 millones, incluyendo la realización y monitoreo a empresas cercanas a su familia y allegados. Durante su gestión la mayor parte del presupuesto se dedicó a publicidad, mediante el Consejo Federal de Turismo se gastaron 10 millones de pesos públicos en una pauta radial durante la Semana Santa de 2016. La contrataciones se hicieron entre tres empresas, dos de la cuales compartían domicilio fiscal y comercial y el CEO y fundador de la ganadora era el presidente de otra de las agencias que se presentó al concurso. Varios medios destacaron que Inprotur había inflado en 500 mil dólares el presupuesto original de una campaña promocional en Estados Unidos.Por su gestión provincial la jueza María Servini resolvió el procesamiento de Mariano Ovejero, Claudio Massetti, Fernando García Soria y Ana Gradin por los delitos de incumplimiento de los deberes funcionario público y negociaciones incompatibles con la función pública.

### Ministerio de Turismo de la Nación
En diciembre de 2015 Mauricio Macri lo nombra vía decreto de necesidad y urgencia como Ministro y Secretario de Turismo de la Nación. Al mismo tiempo lo designó en otro ente estatal como Presidente del INPROTUR (Instituto Nacional de Promoción Turística) hasta el año 2019. Una auditoría del año 2020 identificó que casi el 90% de una centena de licitaciones y contrataciones no cumplieron con el reglamento de compras y contrataciones; al tiempo que advirtió que los casos presentarían irregularidades.
Durante su paso por el ministerio se denunció una serie de contratos que favorecían a Gonzalo Yrurtia, un empresario vinculado con el turismo, ante la Oficina Anticorrupción, donde sólo en 2022 se tradujo en una causa judicial. En la causa se investiga la contratación irregular por parte de la Secretaría de Turismo, a cargo de Gustavo Santos, de una campaña para promover el turismo interno en Semana Santa.
Durante su gestión los trabajadores del ministerio  denuncia cambios arbitrarios que modificaron la estructura del área de Desarrollo de la Oferta con el único fin de generar nuevos cargos políticos destinados a los amigos y parientes de funcionarios macristas En 2019 Gustavo Santos fue denunciado penalmente por designar crear decenas nuevos cargos directivos con sueldos que rondan los cien mil pesos para colocar a allegados, a pocos días de terminar su periodo al frente de la Secretaria de turismo.

### Presencia en la OMT
Durante el ejercicio de la Presidencia de la Agencia Córdoba Turismo (gestión del gobernador Juan Schiaretti).En 2021 tras una auditoría por parte del Senado se denunció que pese a vivir en España Santos aún conserva una estructura de al menos nueve asesores con fondos públicos que usan un promedio de 30 pasajes al mes, con un costo un gasto mensual de más de 3.500.000 pesos mensuales para un legislador que no reside en el país. Pese a llevar dos años fuera del país Santos no había renunciado a su banca del PRO.

### Fundación Pensar
Actualmente Gustavo Santos preside la Fundación Pensar en Córdoba un think tank En 2015 imputaron a Lombardi y al presidente de la Fundación Pensar Matteo Goretti por lavado de activos. Para la fiscal, Goretti "obtuvo recursos del gobierno de la ciudad por al menos $ 1.302.153 para beneficiar ilícitamente a la Fundación Pensar, valiéndose de la Fundación CEPPA e invocando fraudulentamente el Régimen de Promoción Cultural". Fue imputado junto a Hernán Lombardi por lavado de dinero a partir de la materialización de donaciones en favor de la Fundación “Pensar Argentina", y a Santos, desde su rol de presidente en su provincia
 

## Gestión de turismo en Córdoba
Gustavo Santos se desempeñó como encargado del turismo cordobesa  entre 2007 y 2015 siendo Presidente de la Agencia Córdoba Turismo, durante los cuatro años de su gestión y la revolución de los aviones, destruyeron el mercado, se cerraron rutas internacionales, dejaron a Aerolíneas sin liquidez y comenzaron a tomar deuda privada para dejar un endeudamiento de u$s 1000 millones y un déficit calificado de insostenible. En 2010 se vio involucrado en varias causas judiciales cuando la jueza federal María Servini procesó a varios exfuncionarios del área de turismo por corrupción  y defraudación en la contratación de una campaña publicitaria de sitios turísticos para la Semana Santa de 2016 por más de diez millones de pesos. En 2017 a raíz de la detención de Germán Efromovich, CEO y accionista mayoritario de Avianca. El 5 de noviembre de 2017 el dueño y Ceo de la compañía quedó en el medio de investigaciones internacionales por sobornos, corrupción y lavado de activos. Su nombre y sociedades aparecieron en los Paradise Papers un conjunto de documentos electrónicos confidenciales revelaron que Efromovich y la subsidiaria de Synergy Group, Avianca Holdings poseían cuentas fantasmas las Bermudas, Panamá y Chipre. Efromovich utilizó un offshore panameño que escondía más de 20 firmas ubicadas en paraísos fiscales desde donde se habría desviado dinero hacia cuentas de funcionarios argentinos.
Durante su paso desreguló muchos de los instrumentos que habían articulado la política turística nacional hasta ese entonces, se produjo marcada caída del presupuesto, una reducción las acciones llevadas a cabo por las principales políticas sectoriales  e, incluso, los espacios de cooperación que había creado la Nueva Ley de Turismo de 2014. Durante la gestión Santos incumplió sistemáticamente con la obligación legal de que lo recaudado en el Fondo Nacional de Turismo se aplicara específicamente al sector. Desde 2017, la mitad de lo producido por el impuesto a los pasajes al exterior no se gastó en Turismo un total de 8.700 millones de pesos fueron desviados a otros sectores.
En 2018 tras una década en Argentina el Rally Dakar abandonó el país, después de que las negociaciones con Argentina fracasaron, perdiendo de esa forma la competencia internacional que significaba un importante ingreso no solo de turistas, sino también de dinero para el país y las provincias. Al respecto el ministro peruano celebró la decisión: "Dakar será 100 por ciento peruano. Es una gran noticia porque permitirá que nuestro país tenga una extraordinaria exposición mediática a nivel mundial", argumentó el ministro de Turismo del Perú, Roger Valencia.

## Gestión en el Ministerio de Turismo

### Logros en la gestión
A lo largo de su tiempo al frente del ministerio Cuando Macri lo designó vía decreto como ministro de turismo, en la provincia de Córdoba surgieron rumores de algún acuerdo entre el presidente electo y el gobernador cordobés José Manuel De La Sota.
Durante su gestión el turismo se produjo el cierre o abandono del mercado de varias aerolíneas que abandonaron el país. En 2018 Avian la empresa que operaba en el país en cabotaje bajo la marca Avianca) le pidió al Gobierno un permiso para no volar por 180 días, que se usarían para reestructurar el plan de negocios y tomar medidas sobre la operación local. Finalmente a comienzos de 2019 la línea aérea Avianca Argentina, anunció que dejará de volar en el país por seis meses debido a una delicada situación económica. En 2016 durante su gestión cerro la primera de las seis aerolíneas que operaban en el país Sol Líneas Aéreas en mayo canceló todos los vuelos y operaciones, se declaró en quiebra mediante un comunicado y envió telegramas de despido a sus 300 empleados. En paralelo LATAM la segunda mayor aerolínea del país comenzó  en 2017  con un proceso de desinversión y retiro del mercado argentino con un recorte y cancelación de rutas locales y el despido de su plantel de 3.000 a 1.715 empleados entre 2017 y 2019. En ese período, la filial de la empresa chilena perdió más de 300 millones de dólares en Argentina entre 2018 y 2019 por la devaluación y la política aérea alentada por la gestión de Mauricio Macri. Para el final de su gestión ya habían cerrado cuatro de las seis líneas aéreas que volaban en el país y se había producido la pérdida de un tercio de los puestos de trabajo en el sector aeronáutico. Respecto al turismo estudiantil se produjo una desregulación, y la eliminación del Registro de Agencias de Viajes y de las exigencias de habilitación de las mismas, lo que llevaría a problemas con el turismo estudiantil tras la quiebra de Snow Travel, una de las empresas de turismo de egresados que perjudicó  a decenas de miles de estudiantes del país, no solo de quinto año, sino también de cuarto año, la empresa alegó que su quiebre se debía a las políticas macroeconómicas como la devaluación, la baja de la demanda y la fuerte presión tributaria.
Durante su gestión los trabajadores del ministerio denunciaron cambios arbitrarios que modificaron la estructura del área de Desarrollo de la Oferta con el único fin de generar nuevos cargos políticos destinados a los amigos y parientes de funcionarios macristas la segunda principal aerolínea sufrió un el recorte y cancelación de rutas locales y el recorte de su plantel de 3.000 a 1.715 empleados entre 2017 y 2019. En ese período, la filial de la empresa chilena fuertemente deficitaria perdió más de 300 millones de dólares en Argentina entre 2018 y 2019 por la devaluación y la política aérea alentada por la gestión de Mauricio Macri.
En 2019 Gustavo Santos fue denunciado penalmente por designar en el ministerio a familiares y allegados además de crear decenas nuevos cargos directivos con sueldos que rondan los cien mil pesos para colocar a allegados, a pocos días de terminar su periodo al frente de la Secretaría de turismo. Durante su gestión se desreguló muchos de los instrumentos que habían articulado la política turística nacional hasta ese entonces, se produjo una marcada caída del presupuesto, la eliminación de políticas hacia el sector como el Consejo Federal de Turismo (que garantizaba los intereses provinciales en el tratamiento de la política nacional) o el Plan Federal Estratégico de Turismo Sustentable (PFETS). La caída en la afectación y ejecución del presupuesto asignado provocó que el turismo deje de ser una prioridad para el gobierno. La desfinanciación del Área quedó asociada a un desguace de su estructura organizacional, de los planes y programas de gestión y el abandono y deterioro de los complejos de Embalse y Chapadmal, las prestaciones quedaron reducidas a 60 mil beneficiarios en 2017, con una caída superior al 80%, si se compara con los 200 mil turistas sociales que se solían beneficiar anteriormente, junto con la clausura de hoteles estatales sumada a los bajos niveles de ocupación, originaron la pérdida de seis de cada diez empleos que dependían del turismo social.
En 2019 la jueza federal María Servini de Cubria procesó a exfuncionarios. del área de turismo del gobierno de Mauricio Macri por  irregularidades y defraudación en la contratación de una campaña publicitaria de sitios turísticos para la Semana Santa de 2016 por más de diez millones de pesos. Los procesamientos incluyeron embargos por más de 50 millones de pesos para cada imputado.
Favoreció a la empresa FlyBondi, JetSmartEs la empresa de Argentina con más reclamos y cancelaciones de vuelos del país según datos de organismos relacionados con la aviación aerocomercial sería una de las cinco compañías con peor desempeño mundial en relación a reclamos en proporción de número de pasajeros.
En 2020 una investigación periodística descubrió que el diputado del PRO Gustavo Santos ocultaba que vivía en Madrid desde hace 10 meses, Santos pidió licencia “por razones personales” pero seguía cobrando sueldo viáticos y manteniendo una estructura de asesores en el Senado.

En 2019 Norwegian abandona el país y cerrar sus instalaciones en Argentina. En enero de ese año Norwegian Argentina, anunciaba que abandonaba el país debido a la crisis económica que padecía el país desde 2017, la alta inflación y el derrumbe de la cantidad de pasajeros nacionales en vuelos de cabotaje. Norwegian Air confirmó que no retomará los vuelos internacionales en la Argentina y el anuncio reavivó el reclamo de pasajeros por tíckets aéreos que no pudieron canjear.

### Datos extra
La desfinanciación del Área quedó asociada a un desguace de su estructura organizacional, de los planes y programas de gestión y el abandono y deterioro de los complejos de Embalse y Chapadmal, las prestaciones quedaron reducidas a 60 mil beneficiarios en 2017, con una caída superior al 80%, si se compara con los 200 mil turistas sociales que se solían beneficiar anteriormente, junto con la clausura de hoteles estatales sumada a los bajos niveles de ocupación, originaron la pérdida de seis de cada diez empleos que dependían del turismo social.
Durante su gestión se produjo la interrupción del Plan Federal Estratégico de Turismo Sustentable que incentivaba la implementación de modelos de desarrollo turístico que faciliten el uso inteligente y responsable de los atractivos ambientales y culturales con criterios de sustentabilidad, exportando naturaleza para que ingresen divisas y generando a través de su gente, de la gastronomía y la música una identidad de país.
Una investigación periodística del diario porteño Página12 demostró que Santos figuraba como diputado cobrando una dieta de tres millones de pesos mensuales pese a radicarse en Madrid desde diciembre de 2019, Santos mantenía en la cámara de diputados parte de su estructura económica como diputado con siete asesores.
En el año 2017 a raíz de la baja movilidad y la crisis económica la aerolínea regional Sol Líneas Aéreas, se declaró en estado de inviabilidad financiera. La aerolínea regional se declaró en quiebra al día siguiente, provocando en consecuencia el cese de actividades, dejando a pasajeros varados, a casi 300 personas sin empleo y pequeñas ciudades del país sin conexión aérea. Medios de Uruguay reportaron que algunos aviones de Sol fueron llevados al Aeropuerto Internacional de Punta del Este.
En el año 2017, más precisamente el 3 de abril de ese año, se fundó el Hub Córdoba, un centro de distribución de vuelos con tiempos de conexión de 40 minutos promedio. Este permitía a los pasajeros realizar conexiones eficientes y rápidas por una gran cantidad de destinos sin pasar por Buenos Aires. El Hub Córdoba une a 15 ciudades sin pasar por Buenos Aires. Desde el inicio de las operaciones del Hub, las frecuencias crecieron el 16%.
En 2019 en auditoría llevada adelante por la SIGEN, fueron identificadas irregularidades en distintos procedimientos de contrataciones durante la gestión de Santos. 
En enero de 2023 debido a una investigación penal sobre la compulsa fraudulenta por diez millones d pesos bajo la gestión del ministro Santos, fueron procesados funcionarios de Turismo y empresarios ligados al macrismo. El caso había Sido denunciado en 2018 ante la Oficina Anticorrupción cuando era comandada por Laura Alonso, sin embargo diferentes medios denunciaron que la diputada del Pro cajoneo el caso. Recién en 2022, bajo la dirección de Félix Crous, se le dio curso.
Entre 2016 y 2017 fue récord el déficit en servicios por turismo

Entre otras medidas que afectaron el turismo interno se destaca la eliminación de los “feriados puente” (Decreto 52/2017); que debieron ser restablecidos por una ley del Congreso (Ley 27.399).
Durante su gestión se produjo una caída de un millón anual de visitantes de Estados Unidos y Canadá, Europa y Medio y Lejano Oriente, mientras que aumentó la composición de los arribos de países limitrofes con siete de cada diez visitantes que arriban a la Argentina pasaron a provenir de los países limítrofes 
El tanto el turismo emisivo duplicaron las del receptivo y originaron un déficit turístico record, que llegó a superar los 10 mil millones de dólares en 2018

### El Palomar
Participó junto con el Ministerio de Transporte de la inauguración del aeropuerto "El Palomar". Diversas asociaciones denunciaron que el Palomar se realizaban los vuelos nocturnos de Flybondi y JetSmart estarían vinculados al narcotráfico el principal impulsor y autor intelectual del proyecto del aeropuerto comercial fue Julian Cook (primer CEO, fundador y vicepresidente de Flybondi). Quien se desempeñaba como ejecutivo de la extinta aerolínea argentina Southern Winds cuando estalló el escándalo de las “narco-valijas” que volaban en las bodegas de los aviones de dicha compañía aérea trasladando cocaína de máxima pureza a España. El aeropuerto paso a estar comandado por Matías Miret, el piloto que estaba al mando del avión que salió de El Palomar y terminó en Barcelona, España con una tonelada de cocaína.

En 2020 en medio de una polémica interna del radicalismo cordobés se presentó una denuncia en la Justicia Federal por parte de Carlos Briner, excompañero de fórmula de Ramón Mestre que apunta contra Rodrigo De Loredo y Gustavo Santos
En 2019 el diario online LPO público una nota periodística sobre la interna al interior del pro revelando que pese a que el ex ministro de Macri se mudó a Madrid, no renunció a su banca de diputado para que no asuma un hombre de Rodríguez Larreta, jefe de gobierno enfrentado a su antiguo aliado Macri.

## Publicaciones
- Gustavo Santos y Michel Durrieu. El Después - Turismo y Humanidad. Siglo Veintiuno editores Argentinos S.A. 2020  ISBN 978-987-47414-5-5.

Libro versión digital: ISBN 978-987-47414-6-2

## Reconocimientos
| Año  | Distinción                                                                        |
| 1995 | Jerónimo Luis Cabrera, por su desempeño como Convencional Municipal Constituyente |
| 2017 | Caballero de la Orden del Camino de Santiago (en Santiago de Compostela, Galicia) |
| 2018 | Orden de la Cruz del Sur de la República Federativa de Brasil                     |